# Любна Джаффрі
Любна Бобі Джаффрі (англ. Lubna Jaffery; нар.. 2 квітня 1980) — норвезький політик від Лейбористської партії, міністр культури та рівності (з червня 2023 року). З 2009 року — обіймала посаду заступника члена парламенту Хордаланду. Раніше з 2019 по 2021 рік працювала міським комісаром Бергена з питань праці, соціальних справ та житла.

## Походження та навчання
Народилася Любна Джаффрі 1980 року в Норвегії в сім'ї пакистанців, вона виросла в Бергені. У 1999 році здобула середню освіту в Осане, а в Бергенському університеті здобула освітній ступінь бакалавра у 2004 році та освітній ступінь магістра у 2007 році.

## Політична кар'єра

### Молодіжна ліга
У 2000 році Любна Джаффрі була радником Ліги робітничої молоді, перш ніж стати членом головного правління з 2000 по 2004 рік. Раніше вона очолювала окружний осередок з 1998 по 1999 рік.

### Місцева політика
Джаффрі обиралася членом міської ради Бергена з 1999 по 2003 рік і входила до муніципальної ради Ф'єлла з 2003 по 2007 рік
У 2019 році її призначили міським уповноваженим Бергена з питань праці, соціальних справ і житла в уряді Роджера Валхаммера. Вона пішла у відставку з цієї посади, коли Любну Джаффру підвищили до постійного представника в Стортингу для виконання обов'язків Марте Мйос Персен. Її змінила Рут Грюнг на посаді міського комісара.

### Уряд
У 2008 році Джаффрі була призначена політичним радником у Міністерстві праці та соціальної інтеграції. З березня по жовтень 2009 року обіймала посаду політичного радника міністра охорони здоров'я. З 2009 по 2012 рік працювала державним секретарем у міністерстві культури у складі другого кабінету Столтенберга.

### Парламент
У 2021 році Любну Джаффрі обрали депутатом після того як Марте Мйос Персен увійшла до Кабінету Стьоре. У Стортингу Любна була членом Постійного комітету з питань охорони здоров'я та медичних послуг у 2021 році, перш ніж її перевели до Постійного комітету з контролю та конституційних питань, де вона також стала першим заступником голови.

### Міністр культури та рівності
Джаффрі був призначений міністром культури та рівності 28 червня 2023 року після того, як Анетт Треттебергстуен пішла у відставку через проблеми з конфліктом інтересів при призначенні друзів на керівні посади у культурній сфері.
У липні Джаффрі відвідала музичний фестиваль Moldejazz і на відзначення 12-ї річниці терактів у Норвегії 2011 року закликала до дій проти екстремізму, а також до захисту місцевих громад.